# Slanke wantsendoder
De slanke wantsendoder (Dryudella stigma) is een vliesvleugelig insect uit de familie van de graafwespen (Crabronidae). De wetenschappelijke naam van de soort is voor het eerst geldig gepubliceerd in 1809 door Panzer.

## Kenmerken
De slanke wantsendoder kan 7 tot 11 mm groot worden, de mannetjes zijn wat kleiner dan de vrouwtjes (6 tot 10 mm). 
De opvallende witte vlek op de kop omsluit gedeeltelijk de eerste ocel. De graafwesp lijk sterk op de Noorse wantsendoder (Dryudella pinguis) maar is hiervan te onderscheiden door de vorm en grootte van de clypeus, een gedeelte van de kop.  

## Leefwijze
De snel vliegende vrouwtjes leven vaak in groepjes en graven nesten van ongeveer 10 cm diep die bestaan uit 1 tot 3 kamertjes. In de kamertjes worden de eitjes gelegd op gevangen wantsen die als voedsel voor de larven dienen. 
De mannetjes zitten niet ver weg, ze patrouilleren in de buurt van de nesten en proberen met de vrouwtjes te paren. 

## Verspreiding
De soort komt voor in Centraal- en Noord-Europa, Siberië, Tibet en Mongolië. 
De nesten worden gemaakt in zandgrond, in Nederland en Europa is de verspreiding daardoor voornamelijk beperkt tot kustgebieden.